# 4767 Sutoku
4767 Sutoku è un asteroide della fascia principale. Scoperto nel 1987, presenta un'orbita caratterizzata da un semiasse maggiore pari a 2,6913066 UA e da un'eccentricità di 0,1083139, inclinata di 13,32534° rispetto all'eclittica.